# فرد أندريه
فرد أندريه (بالهولندية: Fred André)‏ (31 مايو 1941 بهارلم في هولندا - 24 يناير 2017 بهارلم في هولندا) هو سباك ولاعب كرة قدم هولندي في مركز الوسط. لعب مع نادي فولندام.

## وصلات خارجية
- فرد أندريه على موقع قاعدة بيانات كرة القدم.إي يو (الإنجليزية)
- فرد أندريه على موقع عالم كرة القدم.نت (الإنجليزية)